# Batalla de Tsushima
La batalla de Tsushima (Japonès: 対馬海戦, tsushima-kaisen, Rus: Цусимское сражение, Tsusimskoie srajenie) fou una batalla naval entre Rússia i el Japó durant la Guerra russo-japonesa que suposà la victòria definitiva japonesa en la guerra. Fou lliurada a l'estret de Tsushima, entre la Península de Corea i el sud del Japó. En aquesta batalla la flota japonesa va destruir dos terços de la flota russa del Bàltic que havia recorregut 33.000 kilòmetres per arribar al lloc de l'encontre. La batalla va ser qualificada per diversos escriptors com l'esdeveniment naval més important des de la batalla de Trafalgar.
Coneguda també com la "Batalla Naval del Mar del Japó" (Japonès: 日本海海戦, nihonkai-kaisen) i la "Batalla de l'Estret de Tsushima", fou la més gran batalla naval lliurada entre Rússia i el Japó durant la Guerra Russo-Japonesa. Aquesta va ser l'única batalla naval decisiva de la història lliurada per modernes flotes de cuirassats d'acer, la primera batalla naval en què la telegrafia sense fils va tenir un paper críticament decisiu, i ha estat definida com "l'eco moribund d'una vella era – per darrer cop a la història de la guerra naval vaixells de línia d'una flota vençuda es rendiren a alta mar."
La batalla tingué lloc entre el 27 i el 28 de maig de 1905 (14 i 15 de maig segons el calendari Julià aleshores vigent a Rússia) a l'Estret de Tsushima entre Corea i el sud del Japó. En aquesta batalla la Flota Japonesa de l'Almirall Tōgō Heihachirō va destruir dues terceres parts de la flota russa de l'almirall Zinovi Rojéstvenski, que havia dut a terme un viatge de més de 18.000 milles nàutiques (33.000 km) per arribar a l'Orient Llunyà. A Londres el 1906, Sir George Sydenham Clarke va escriure, "La batalla de Tsu-shima és de lluny l'esdeveniment naval més gran i important des de Trafalgar"; dècades més tard, l'historiador Edmund Morris afirmava que continuava sent la més gran batalla naval des de la batalla de Trafalgar.
Abans de la Guerra russo-japonesa, les nacions construïen llurs cuirassats amb bateries mixtes, principalment compostes per canons de 152 mm (6 polzades), 203 mm (8 polzades), 254 mm (10 polzades) i 305 mm (12 polzades), amb la intenció que aquests cuirassats combatessin en una línia de batalla, cercant una acció de flota decisiva a boca de canó. La Batalla de Tsushima va demostrar que la velocitat dels cuirassats i les grans peces amb abast més gran eren més avantatjoses en una batalla naval que les bateries mixtes de diferents mides.
La telegrafia sense fils es va inventar a la segona meitat de la dècada dels 1890 i en tombar de segle totes les principals armades del món havien adoptat aquest mitjà de comunicació millorat. Malgrat que Alexander Stepanovich Popov de l'Institut Rus de la Guerra Naval havia construït i provat un equip de telegrafia sense fils l'any 1900, un sistema de la marca alemanya Telefunken va ser inicialment adoptat per la Marina Imperial Russa. Al Japó, la Marina Imperial va encarregar al professor Shunkichi Kimura el desenvolupament d'un sistema sense fils propi, i aquest sistema es trobava instal·lat a molts dels vaixells de guerra japonesos abans de 1904. Tot i que ambdós bàndols disposaven de primitiva telegrafia sense fils, els russos empraven sistemes alemanys i tenien dificultats en el seu ús i manteniment, mentre que els japonesos tenien l'avantatge d'emprar el seu propi equipament. Avui dia s'admet que aquesta batalla va suposar el començament de la guerra electrònica.

## Antecedents
El 8 de febrer de 1904 destructors de la Marina Imperial Japonesa van llançar un atac per sorpresa contra la Flota del Pacífic de la Marina Imperial Russa ancorada a Port Arthur; 3 vaixells — 2 cuirassats i un creuer — resultaren danyats a l'atac. Així va començar la Guerra Russo-Japonesa. El primer objectiu del Japó era assegurar les seves línies de comunicació i subministrament amb el continent asiàtic, permetent-li així dur a terme una guerra terrestre a Manxúria. Per tal d'aconseguir això, era necessari neutralitzar el poder naval rus a l'Orient llunyà. En un primer moment, les forces navals russes romangueren inactives i no s'enfrontaren als japonesos, de manera que aquests van poder desembarcar tropes a Corea sense oposició. Tanmateix, els russos es revifaren amb l'arribada de l'Almirall Stepan Makarov i aconseguiren un cert grau d'èxit contra els japonesos. El vaixell insígnia de l'Almirall Makarov, el cuirassat Petropavlovsk va col·lidir amb una mina, i Makarov es trobava entre els morts. Els seus successors no van aconseguir desafiar la Flota Japonesa, i els russos van restar bloquejats a la seva base de Port Arthur.
Cap al maig, els japonesos havien desembarcat forces a la península de Liaodong i a l'agost començà el setge de la base naval. El 9 d'agost, l'almirall Wilgelm Vitgeft, comandant del 1r esquadró del Pacífic, rebé l'ordre de dirigir-se amb la seva flota a Vladivostok, unir-se allà amb l'esquadró que s'hi trobava estacionat, i aleshores enfrontar-se a la FIJ en un combat decisiu. Tanmateix, tots dos esquadrons de la flota russa del Pacífic van acabar sent dispersats a les batalles del Mar Groc del 10 d'agost i d'Ulsan el 14 d'agost de 1904. El que quedava del poder naval rus acabaria sent enfonsat a Port Arthur.

### El Segon Esquadró del Pacífic
Degut a la inactivitat del Primer Esquadró del Pacífic després de la mort de l'almirall Makarov i l'enfortiment del bloqueig japonès sobre Port Arthur, els russos van decidir enviar part de la seva Flota del Bàltic a l'Orient Llunyà. El pla era alliberar Port Arthur per mar, unir-se amb el Primer Esquadró del Pacífic i superar així la Flota Imperial Japonesa. D'aquesta manera es podria alentir l'avanç japonès sobre Manxúria fins que arribessin reforços russos pel ferrocarril transsiberià que permetessin superar les forces japoneses a Manxúria. A mesura que la situació a l'Orient Llunyà es deteriorava, el Tsar (encoratjat pel seu cosí, el kàiser Guillem II), va acceptar finalment la formació del Segon Esquadró del Pacífic. Consistiria en cinc divisions de la Flota del Bàltic, incloent-hi 11 dels seus 13 cuirassats. L'esquadró va salpar el 15 d'octubre de 1904 sota el comandament de l'Almirall Rozhestvensky.
El Segon Esquadró del Pacífic va navegar pel Mar del Nord. Com que hi havia rumors de torpeders japonesos al Mar del Nord, alguns vaixells russos van obrir foc contra vaixells de pesca britànics a l'altura del Dogger Bank, provocant que la Royal Navy seguís la flota russa fins que es va arribar a un acord diplomàtic. Com que els britànics els havien prohibit el pas pel Canal de Suez, els russos van navegar tot el camí al voltant d'Àfrica i entre abril i maig de 1905 havien ancorat a Cam Ranh Bay a la Indoxina Francesa. El viatge fou llarg i difícil, i la moral de les tripulacions es va enfonsar. Les ordres de la flota eren trencar el bloqueig de Port Arthur, però la ciutat ja havia caigut el 2 de gener, de manera que el port rus de Vladivostok va esdevenir l'objectiu.

### Estret de Tsushima
Els russos podien navegar per qualsevol de tres estrets possibles per arribar a Vladivostok: La Perouse, Tsugaru, i Tsushima. L'Almirall Rozhestvensky va triar Tsushima per mirar de simplificar la seva ruta. L'Almirall Tōgō, amb la seva base a Pusan, Corea, també creia que Tsushima seria la ruta triada pels russos. L'Estret de Tsushima és la franja d'aigua a l'est de l'arxipèlag de Tsushima, que es troba a mig camí entre l'illa japonesa de Kyushu i la Península de Corea, i és la ruta més curta i directa des d'Indoxina. Les altres rutes haurien forçat la Flota Russa a navegar cap a l'est al voltant del Japó. La Flota Combinada Japonesa i els Esquadrons del Pacífic Segon i Tercer russos, enviats des d'Europa, lluitarien als estrets entre Corea i Japó, a prop de les Illes Tsushima.

## Preludi
Degut al viatge de més de 28.000 quilòmetres, la Flota Russa no es trobava en les millors condicions per una batalla naval. A banda dels quatre nous cuirassats de classe Borodino, la 3a Divisió de l'Almirall Nebogatov estava formada per vaixells més antics i amb un manteniment deficient. En general, cap dels dos bàndols no tenia un avantatge significatiu en maniobrabilitat. Tanmateix, el llarg viatge, combinat amb la manca de la possibilitat de dur a terme un manteniment adequat, havia fet que els fons dels vaixells russos es trobessin en molt mal estat, reduint significativament la seva velocitat. Els vaixells japonesos podien arribar als quinze nusos, però la Flota Russa amb prou feines podia arribar als 14, i això únicament en breus impulsos.

## La Batalla

### Tàctiques Navals
Els vaixells japonesos s'organitzaren en divisions, cada Divisió comandada per un Oficial de Bandera. A la Batalla de Tsushima, l'Almirall Tōgō tenia el comandament suprem al cuirassat Mikasa (les altres divisions estaven comandades per vicealmiralls, contraalmiralls, comodors, capitans i comandants per les divisions de destructors). Immediatament després del Mikasa a la línia hi anaven els cuirassats Shikishima, Fuji i Asahi. De seguida venien dos creuers blindats.
L'Almirall Tōgō, mitjançant un ús adequat del reconeixement i triant bé la seva posició, "va assegurar més enllà d'un risc raonable el seu objectiu estratègic d'atreure la flota russa al combat, independentment de les velocitats." Quan Tōgō va decidir executar un gir cap a babord en seqüència, ho feu per preservar la seqüència de la seva línia de batalla, això és amb el vaixell insígnia Mikasa encapçalant la línia (cosa que voldria indicar que Tōgō volia que les seves unitats més poderoses entressin en combat en primer lloc).
Girar en seqüència volia dir que els vaixells girarien l'un després de l'altre mentre continuaven seguint el vaixell que tenien al davant. En la pràctica cada vaixell giraria sobre el mateix espai de mar (posant-se així en perill durant la maniobra, car la flota enemiga tindria l'oportunitat d'obrir foc sobre l'àrea en qüestió). Tōgō podria haver ordenat la seva flota que girés "conjuntament", és a dir, que cada unitat efectués el gir al mateix temps invertint així el rumb. Aquesta maniobra, la mateixa efectuada per la flota Franco-Espanyola a Trafalgar, hauria estat més ràpida però hauria malmès la seqüència de la línia de batalla i causat confusió alterant els plans de combat i situant els creuers al davant, quelcom que Tōgō desitjava evitar.

### Primer contacte
Com que els russos desitjaven entrar a Vladivostok sense ser detectats, a mesura que s'acostaven a aigües japoneses modificaven el rumb per allunyar-se de les rutes marítimes regulars, per reduir així les possibilitats de ser detectats. La nit del 26 al 27 de maig, la Flota Russa s'apropà a l'estret de Tsushima.
En la nit fosca i emboirada, una boira espessa afavoria els russos. A les 2:45 de la matinada (hora japonesa), tanmateix, el creuer auxiliar japonès Shinano Maru va observar tres llums en el que aparentava ser un vaixell a l'horitzó distant i es va atansar per investigar-ho. Els llums pertanyien al vaixell hospital rus Oryol, que les mantenia enceses en compliment de les lleis internacionals de guerra naval. A les 4:30, el Shinano Maru s'apropà al vaixell desconegut i observà que no duia armament i que aparentava ser una unitat auxiliar. L'Oryol va prendre el Shinano Maru per un altre vaixell rus i no va provar de notificar l'encontre a la flota. El que si va fer fou informar el vaixell japonès que hi havia altres vaixells russos a prop. El Shinano Maru va observar aleshores les formes imprecises d'uns altres deu vaixells russos enmig de la boira. La Flota Russa havia estat descoberta, i qualsevol possibilitat d'arribar a Vladivostok sense ser detectada havia desaparegut.
La telegrafia sense fils va tenir un paper important des del començament. A les 4:55, el Capità Narukawa del Shinano Maru va enviar un missatge a l'almirall Tōgō a Masampo informant que "l'Enemic és al quadrant 203". Cap a les 5 de la matinada, senyals telegràfics interceptats informaren els russos que havien estat descoberts i que els creuers japonesos de reconeixement els estaven seguint. L'Almirall Tōgō va rebre el seu missatge a les 5:05, i va començar immediatament a preparar la seva flota de batalla per una sortida.

### Inici de la batalla
A les 6.34 de la matinada, abans de salpar amb la Flota Combinada, l'Almirall Tōgō va enviar un missatge confiat al Ministre de Marina a Tòquio:
Acabo de rebre notícies [per telègraf sense fils] que la flota enemiga ha estat albirada. La nostra flota salparà immediatament per atacar l'enemic i destruir-lo. El temps avui és bo però hi ha maregassa. Al mateix temps la totalitat de la Flota Japonesa sortia a mar, amb l'Almirall Tōgō al seu vaixell insígnia, el cuirassat Mikasa comandant més de quaranta vaixells per encalçar els russos. Mentre estant, els vaixells de reconeixement enviaven informes cada pocs minuts sobre la formació i rumb de la Flota Russa. Encara hi havia boira que reduïa la visibilitat i el temps no acompanyava. El telègraf atorgava un avantatge als japonesos; en el seu informe de la batalla l'Almirall Tōgō va escriure el següent: Tot i que una espessa boira cobria el mar, fent impossible observar res més enllà de cinc milles, el telègraf sense fils ens atorgava una imatge tan clara de les condicions de l'enemic, que es trobava a 30 o 40 milles de distància, com si hagués estat davant mateix dels nostres ulls. Cap a la 1:40 de la tarda ambdues flotes s'albiraren l'una a l'altra i es prepararen per a l'enfrontament. A la 1:55, l'Almirall Tōgō ordenà que s'enlairés la bandera Z: El destí de l'Imperi depèn del resultat d'aquesta batalla, que cada home compleixi amb el seu deure. A les 2:45, Tōgō va creuar la 'T' russa, cosa que va permetre la seva flota disparar amb tots dos costats, mentre que els russos únicament podien replicar amb les bateries davanteres.

### Batalla diürna
Els russos navegaven del sud-sud-oest cap al nord-nord-est; la Flota Japonesa de l'oest cap al nord-est "avançant cap a un punt d'intersecció que atorgués un angle de tir únicament a les bateries de proa enemigues; això permeté en Tōgō anar deixant successivament moltes de les bateries russes sense angle." L'Almirall Tōgō va ordenar la flota que girés en seqüència, permetent els seus vaixells seguir el mateix rumb que els russos, arriscant però cada unitat durant el gir. Aquest gir s'efectuà amb èxit. Rozhestvensky només tenia dues alternatives, "una càrrega directa, en línia", o començar "un combat formal." Va triar la darrera opció, i a les 1408, el cuirassat Mikasa fou tocat a uns 7.000 metres de distància, amb els japonesos replicant a 6.400 metres. La superior artilleria japonesa va començar a fer-se notar, deixant molts dels cuirassats russos malmesos. Com que els combats navals començaven tradicionalment a una distància molt inferior, Tōgō va guanyar immediatament l'avantatge de la sorpresa.
El Comandant Vladimir Semenoff, oficial rus a bord del vaixell insígnia Suvorov, va escriure que "Semblava impossible ni tan sols comptar el nombre de projectils que ens impactaven. Arribaven incessantment l'un rere l'altre. Les plaques d'acer i la superestructura de les cobertes superiors foren fetes miques, i els fragments causaren moltes baixes. Les escales de ferro quedaren enroscades, i els canons saltaren literalment dels seus suports. A més a més de tot això, hi havia la temperatura extremadament alta i el líquid en flames de les explosions, que semblava escampar-se per tot arreu. Vaig arribar a veure una placa d'acer que s'encenia després d'un impacte."
Un impacte directe a la santabàrbara del Borodino provinent del cuirassat japonès Fuji, el va fer esclatar, va enviar una columna de fum milers de peus enlaire i va atrapar tota la tripulació a bord mentre el Borodino s'enfonsava. Els vaixells japonesos patiren únicament danys lleugers. L'Almirall Rozhestvensky va ser deixat fora de combat per un fragment de projectil que el va copejar al crani. Al vespre, el Contra-Almirall Nebogatov va prendre el comandament de la Flota Russa. Els russos van perdre els cuirassats Knyaz Suvorov, Oslyabya, Imperator Aleksander III i Borodino.

### Combats nocturns
A la nit, cap a les 8 del vespre, els japonesos van enviar 37 bots torpeders i 21 destructors contra els russos. Els destructors formaren l'avantguarda i els torpeders atacaren des de l'est i el sud de la Flota Russa. Els japonesos foren molt agressius i continuaren els seus atacs durant tres hores sense interrupció; a causa d'això es produïren un cert nombre de col·lisions entre els petits vaixells i les unitats russes. Els russos es trobaven ara dispersos en petits grups provant de fugir cap al nord. Cap a les 11 de la nit, semblava que els russos s'havien fet fonedissos, però van revelar les seves posicions als seus perseguidors encenent llurs projectors — irònicament, els projectors s'havien engegat per detectar els atacants. El vell cuirassat Navarin va col·lidir amb una mina i es va veure forçat a aturar-se; va ser aleshores torpedinat quatre cops i es va enfonsar. D'una tripulació de 622, només tres es van salvar i van ser rescatats pels japonesos.
El cuirassat Sisoy Veliki fou danyat seriosament per un impacte de torpede a popa i l'endemà fou enfonsat pels mateixos russos. Els dos vells creuers blindats — Admiral Nakhimov i Vladimir Monomakh — foren greument danyats, el primer per un impacte de torpede a proa, el segon per col·lisió amb un destructor japonès. Tots dos creuers foren enfonsats per les seves tripulacions l'endemà al matí, l'Admiral Nakhimoff a prop de l'Illa de Tsushima, cap a on es va dirigir en veure que presentava vies d'aigua. Els atacs nocturns havien suposat un desastre per als russos, que havien perdut dos cuirassats i dos creuers blindats, mentre que els japonesos havien perdut únicament tres bots torpeders.

### El senyal XGE i la rendició russa
Durant l'acció nocturna, l'Almirall Tōgō va poder fer reposar la seva flota principal de vaixells blindats. A les 9:30 del matí del 27 de maig, el que quedava de la Flota Russa va ser albirat dirigint-se cap al nord. Els cuirassats de l'Almirall Tōgō procediren a rodejar l'esquadró restant de Nebogatov al sud de l'illa de Takeshima. A les 10:34, adonant-se que la seva situació era desesperada, l'Almirall Nebogatov va ordenar als sis vaixells encara sota el seu comandament que es rendissin. Es va hissar el senyal internacional de rendició XGE; a les 10.53 h els japonesos acceptaren la rendició. Adonant-se que la batalla havia esdevingut inútil, Nebogatov no desitjava sacrificar les vides dels seus mariners simplement per salvar el seu propi honor. En canvi va decidir acceptar la vergonya de la rendició, sabent molt bé que el podien afusellar quan retornés a Rússia. Va dir als seus homes:
Vosaltres sou joves, i sou vosaltres qui un dia restaurareu l'honor i la glòria de la Marina Russa. Les vides de dos mil quatre-cents homes en aquests vaixells són més importants que la meva.
El ferit Almirall Rozhestvensky era presoner en un hospital japonès. El victoriós Almirall Tōgō el visitaria més tard, consolant-lo amb aquestes paraules amables:
La derrota és un destí comú per un soldat. No hi ha res en ella de què avergonyir-se. La gran qüestió és si hem acomplert el nostre deure.
Ni Nebogatov ni Rozhestvensky foren afusellats quan retornaren a Rússia. Tanmateix, tots dos foren sotmesos a judici. Rozhestvensky va reclamar tota la responsabilitat pel desastre; havent estat ferit i inconscient durant la darrera part de la batalla, el Tsar li va commutar la pena de mort. Nebogatov, que havia rendit la flota al final de l'enfrontament, va ser empresonat durant alguns anys i eventualment perdonat pel Tsar. Les reputacions d'ambdós homes quedaren destruïdes.
Fins al vespre del dia 28 de maig, vaixells russos aïllats foren perseguits pels japonesos fins que gairebé tots foren destruïts o capturats. Tres vaixells russos arribaren a Vladivostok. El creuer Izumrud, que havia escapat dels japonesos malgrat trobar-se inclòs en la rendició de Nebogatov, va ser enfonsat per la seva tripulació després d'embarrancar a prop de la costa de Sibèria. Alguns vaixells retornaren a Rússia o foren internats a ports neutrals.

### Factors decisius
La Flota Japonesa havia practicat amb l'artilleria amb regularitat des del començament de la guerra, emprant adaptadors de subcalibre per als seus canons. Els japonesos tenien artillers experimentats. A més, els japonesos empraven principalment projectils d'alt explosiu amb melinita, dissenyats per explotar en contacte amb l'objectiu i destrossar les superestructures dels vaixells. Els russos empraven projectils de penetració de blindatge amb petites càrregues de cotó de pólvora i espoletes poc fiables. Els impactes japonesos causaven més dany als vaixells russos que el dany causat pels impactes russos als vaixells japonesos, i incendiaven les superestructures, i la pintura i les grans quantitats de carbó emmagatzemades. (La Flota Russa va haver de comprar sovint carbó al mar a vaixells mercants durant el seu llarg viatge, degut a la manca de ports on aprovisionar-se).
El foc japonès també fou més acurat perquè els japonesos empraven els darrers marcadors de tir Barr & Stroud (1903) que havien estat fabricats i que tenien un abast de 6.000 iardes (5.500 m), mentre que els cuirassats russos estaven equipats amb marcadors Liuzhol del 1880, amb un abast d'únicament 4000 iardes (3.700 m). Finalment, cap al 27 de maig de 1905, l'Almirall Tōgō i els seus homes tenien experiència de dues accions amb cuirassats, amb més de 4 hores d'experiència de combat de cuirassat a cuirassat a Port Arthur i al Mar Groc — experiència amb la qual eliminaren els errors de càlcul i les decisions precipitades que havien fet durant aquests primers combats; aplicaren aquestes lliçons a Tsushima amb precisió i sense pietat.

## Conseqüències

### Pèrdues Russes
La batalla va resultar una derrota devastadora per Rússia, que hi perdé tots els seus cuirassats, molts dels seus creuers i destructors, i acabà pràcticament la Guerra Russo-japonesa amb una victòria per als japonesos. Els russos tingueren 4380 morts i 5917 capturats, incloent-hi dos Almiralls, amb 1862 homes internats.
Els russos perderen tots vuit cuirassats i els tres cuirassats costaners més petits a la batalla, enfonsats, capturats pels japonesos o sabotejats per les seves tripulacions per evitar la seva captura. Quatre vaixells es perderen per acció enemiga durant la batalla diürna del 27 de maig: Knyaz Suvorov, Imperator Aleksander III, Borodino i Oslyabya. El Navarin es perdé durant l'acció nocturna, la nit del 27 al 28 de maig, mentre que el Sissoi Veliky, l'Admiral Nakhimov i l'Admiral Ushakov foren enfonsats per les seves tripulacions o per l'enemic l'endemà. Uns altres quatre cuirassats, comandats pel Contra-Almirall Nebogatov es veren forçats a rendir-se i acabaren convertint-se en trofeus de guerra. Aquest grup estava format per un únic cuirassat modern, l'Oryol, pel vell cuirassat Imperator Nikolai I i dos petits cuirassats costaners General-Admiral Graf Apraksin i Admiral Senyavin. El cuirassat costaner Admiral Ushakov va rebutjar rendir-se i fou enfonsat per la seva tripulació.
La Flota Russa perdé quatre dels seus vuit creuers durant la batalla, tres foren internats pels Americans a les Filipines i només un aconseguí arribar a Vladivostok. El Vladimir Monomakh i el Svetlana foren enfonsats l'endemà, després de la batalla diürna. El creuer Dmitri Donskoy va lluitar contra sis creuers japonesos i va sobreviure; tanmateix, va quedar tan malmès que hagué de ser enfonsat. L'Izumrud va embarrancar a prop de la costa de Sibèria. Tres creuers blindats russos, Aurora, Zhemchug, i Oleg escaparen a la base naval nord-americana de Manila, a les Filipines, on foren internats. Únicament el iot armat classificat com a creuer, Almaz, va poder arribar a Vladivostok.
La Rússia Imperial perdé sis dels seus nou destructors a la batalla, un va ser internat pels Xinesos, i dos escaparen a Vladivostok. Cinc destructors — Buiny, Buistry, Bezupreshchny, Gromky i Blestyashchy — s'enfonsaren el 28 de maig, i el Byedovy es va rendir aquell mateix dia. El 'Bodry' fou internat a Shanghai. El Grosny i el Bravy van arribar a Vladivostok.
Dels auxiliars, el Kamchatka, l'Ural i el Rus s'enfonsaren el 27 de maig, l'Irtuish embarrancà el 28, el Koreya i l'Svir foren internats a Xangai i l'Anadyr escapà a Madagascar. Els vaixells hospitals Oryol i Kostroma foren capturats, però el Kostroma fou alliberat un cop acabada la guerra.

### Pèrdues japoneses
Els japonesos perderen únicament tres bots torpediners (Ns. 34, 35 i 69), a més de 117 morts i 500 ferits.

### Conseqüències polítiques

Expansió territorial de l'Imperi Japonès

El prestigi de l'Imperi Rus quedà molt malmenat i la derrota representà un cop duríssim per la dinastia Romanov. Gairebé tota la Flota Russa es perdé en una sola batalla; el iot ràpid armat Almaz (classificat com a creuer de 2a classe) i els destructors Grozny i Bravy foren els únics vaixells russos que aconseguiren arribar a Vladivostok. En el llibre Els Canons d'Agost, Barbara Tuchman afirma que la derrota de Rússia va desestabilitzar l'equilibri de poder a Europa, afavorint els Poders Centrals (Alemanya i l'Imperi Austro-hongarès) i contribuint a la seva decisió d'anar a la guerra el 1914.
La batalla tingué un profund impacte cultural i polític al Japó. Era la primera derrota d'una potència europea a mans d'una nació asiàtica, emprant l'aleshores moderna tecnologia industrial. Va afeblir també la noció de la superioritat blanca, amplament acceptada a la societat occidental fins aquell moment. La victòria va establir el Japó com la sisena potència naval del món, mentre que la Marina Russa va passar a ser poc més forta que l'Austro-hongaresa.
Al Llibre Guiness de Batalles Decisives, Geoffrey Regan afirma que la victòria va enfortir el cada cop més agressiu establishment polític i militar japonès. Segons Regan, l'aclaparadora victòria japonesa a Tsushima:
...va crear una llegenda que enlluernaria els dirigents japonesos durant quaranta anys. Un Almirall Britànic va escriure un cop: 'Calen tres anys per construir un vaixell, però tres-cents per construir una tradició.' Els japonesos cregueren que la victòria a Tsushima havia acomplert aquesta tasca en pocs anys... Havia estat massa fàcil. La victòria de Tōgō sobre una de les grans potències del món va convèncer alguns militars japonesos que amb més vaixells, més grans i millors, es podrien aconseguir victòries similars per tot el Pacífic. Potser cap potència podria resistir la Marina Japonesa, potser ni tan sols els Britànics o els Americans...
Regan creu que la victòria va contribuir a situar els japonesos en el camí que els conduí posteriorment al desastre, "perquè el resultat era enganyós. Certament la Marina Japonesa ho havia fet bé, però no era invencible i els seus oponents havien estat febles... La victòria de Tōgō [va ajudar] a col·locar el Japó en una ruta que l'acabaria duent a la Segona Guerra Mundial."